# 蠅帳

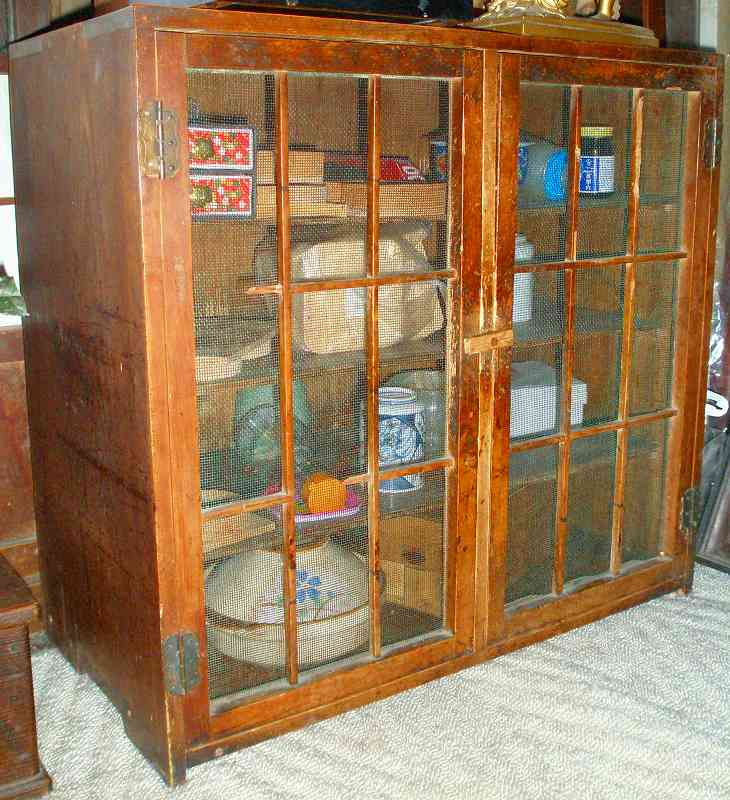
蠅帳

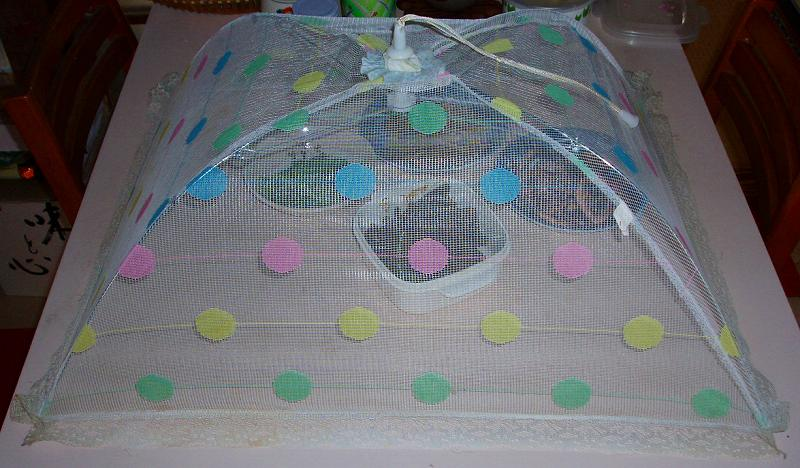
折りたたみ式の蠅帳

蠅帳（はいちょう、はえちょう）とは食事を一時的に保存するための工夫がなされた器具である。
「はえいらず（蠅入らず）」と呼ぶ地域もある。蠅帳・蠅入らずは夏の季語である。

## 家具
金網等を張って食物や食器を保管できるようにした家具。戸棚の前部や左右を薄布あるいは網で覆った造りになっており、蠅などの虫が侵入せず同時に通気性も保つようになっているものである。冷蔵庫が普及するまでは食品を保管するため重要なものであった。

## 折りたたみ式
食卓を覆うための傘状のカバーも「蠅帳」と呼ぶ。折りたたみ式の蠅帳は、金属製の骨組みでできており、中心部分に取り付けられている紐を引っ張ると傘のように薄布あるいはネットが四方に開くもので、食卓やテーブルに伏せる形で用いる。このような傘状で薄布が張られた折りたたみ式のものは、食卓覆い、食卓傘、キッチンパラソル、ランチパラソル、フードカバー、食卓カバーなどとも呼ばれる。